# Campeonato Neerlandés de Fútbol 1903-04
El Campeonato Neerlandés de Fútbol 1903/04 fue la 16.ª edición del campeonato de fútbol de los Países Bajos. Participaron diecisiete equipos divididos en tres divisiones. El campeón nacional fue determinado por una liguilla con los ganadores de las tres divisiones. HBS Craeyenhout ganó el campeonato de este año superando al Velocitas y al PW.

## Nuevos participantes
Eerste Klasse Este:
- GVC Wageningen, el resultado de una fusión entre Go Ahead Wageningen y Victoria Wageningen, que fueron competidores en las temporadas anteriores.

Eerste Klasse Oeste-A:
Trasladados desde la División Oeste-B
- HBS Craeyenhout
- Koninklijke HFC
- Quick 1890

Eerste Klasse Oeste-B:
Trasladados desde la División Oeste-A
- HFC Haarlem
- HVV Den Haag
- Velocitas

## Divisiones

### Eerste Klasse Este
| Pos | Equipo         | PJ | PG | PE | PP | GF | GC | Pts | DG  | Notas                                     |
| --- | -------------- | -- | -- | -- | -- | -- | -- | --- | --- | ----------------------------------------- |
| 1   | PW             | 8  | 5  | 1  | 2  | 32 | 19 | 11  | +13 | Clasificado al grupo final por el título. |
| 2   | Vitesse        | 8  | 4  | 2  | 2  | 28 | 15 | 10  | +13 |                                           |
| 3   | Koninklijke UD | 8  | 4  | 2  | 2  | 13 | 14 | 10  | -1  |                                           |
| 4   | Quick Nijmegen | 8  | 2  | 1  | 5  | 10 | 25 | 5   | -15 |                                           |
| 5   | GVC Wageningen | 8  | 1  | 2  | 5  | 11 | 21 | 4   | -10 |                                           |

PJ = Partidos jugados; PG = Partidos ganados; PE = Partidos empatados; PP = Partidos perdidos; GF = Goles a favor; GC = Goles en contra; Pts = Puntos; DG = Diferencia de goles

### Eerste Klasse Oeste-A
| Pos | Equipo                   | PJ | PG | PE | PP | GF | GC | Pts | DG  | Notas                                     |
| --- | ------------------------ | -- | -- | -- | -- | -- | -- | --- | --- | ----------------------------------------- |
| 1   | HBS Craeyenhout          | 10 | 7  | 1  | 2  | 42 | 15 | 15  | +27 | Clasificado al grupo final por el título. |
| 2   | Koninklijke HFC          | 10 | 7  | 1  | 2  | 38 | 21 | 15  | +17 |                                           |
| 3   | Sparta Rotterdam         | 10 | 5  | 1  | 4  | 28 | 23 | 11  | +5  |                                           |
| 4   | RAP                      | 10 | 5  | 0  | 5  | 29 | 33 | 10  | -4  |                                           |
| 5   | Ajax Sportman Combinatie | 10 | 4  | 1  | 5  | 25 | 25 | 9   | 0   |                                           |
| 6   | Quick 1890               | 10 | 0  | 0  | 10 | 4  | 49 | 0   | -45 | No participa en la próxima temporada.     |

PJ = Partidos jugados; PG = Partidos ganados; PE = Partidos empatados; PP = Partidos perdidos; GF = Goles a favor; GC = Goles en contra; Pts = Puntos; DG = Diferencia de goles

### Eerste Klasse Oeste-B
| Pos | Equipo              | PJ | PG | PE | PP | GF | GC | Pts | DG  | Notas                                     |
| --- | ------------------- | -- | -- | -- | -- | -- | -- | --- | --- | ----------------------------------------- |
| 1   | Velocitas           | 10 | 7  | 1  | 2  | 38 | 18 | 15  | +20 | Clasificado al grupo final por el título. |
| 2   | HVV Den Haag        | 10 | 5  | 2  | 3  | 31 | 15 | 12  | +16 |                                           |
| 3   | Hercules            | 10 | 4  | 3  | 3  | 34 | 21 | 11  | +13 |                                           |
| 4   | HFC Haarlem         | 10 | 4  | 3  | 3  | 32 | 27 | 11  | +5  |                                           |
| 5   | Rapiditas Rotterdam | 10 | 4  | 0  | 6  | 13 | 36 | 8   | -23 |                                           |
| 6   | Volharding          | 10 | 0  | 3  | 7  | 10 | 41 | 3   | -31 | No participa en la próxima temporada.     |

PJ = Partidos jugados; PG = Partidos ganados; PE = Partidos empatados; PP = Partidos perdidos; GF = Goles a favor; GC = Goles en contra; Pts = Puntos; DG = Diferencia de goles

### Grupo final por el título
| Pos | Equipo          | PJ | PG | PE | PP | GF | GC | Pts | DG |
| --- | --------------- | -- | -- | -- | -- | -- | -- | --- | -- |
| 1   | HBS Craeyenhout | 4  | 2  | 1  | 1  | 7  | 6  | 5   | +1 |
| 2   | Velocitas       | 4  | 1  | 2  | 1  | 11 | 5  | 4   | +6 |
| 3   | PW              | 4  | 1  | 1  | 2  | 6  | 13 | 3   | -7 |

PJ = Partidos jugados; PG = Partidos ganados; PE = Partidos empatados; PP = Partidos perdidos; GF = Goles a favor; GC = Goles en contra; Pts = Puntos; DG = Diferencia de goles
|                                     |
| Campeón HBS Craeyenhout 1.er título |